# BORN TO BE FUNKY「ファンキーで行こう!!」
『BORN TO BE FUNKY「ファンキーで行こう!!」』（にじゅうさんさい）は、1990年9月21日に発売されたバブルガム・ブラザーズの6作目のオリジナル・アルバム。

## 概要
先行シングル「WON'T BE LONG」を含む全10曲。オリコンチャートでは最高23位であったが、同曲のロングヒットに伴い、37週チャートインするロングセラーとなった。
10曲目は本作発売前にブラザーコーンが久保田利伸に作詞提供した楽曲で、いわばセルフカバーでもあるが、久保田バージョンとは異なり、大胆に久保田の楽曲を数曲サンプリングボイスとして自曲に自在に取り込んだ上で録音している。コーラスにはAMAZONS・GWINKO・富樫明生が参加している。又、久保田バージョンとは異なり、カットアウトで終了し、GWINKOと数人の少女の声のセリフで「久保田、じゃ無くてバブル」のコールで終了している。
7曲目は自身が出演した、テレビ東京系「バブル&リカコSOUL天国」テーマ曲に使用された。

## 収録曲
| 全編曲: THE BUBBLE GUM BROTHERS（#10：Bro.KORN,Bro.SHELL,Bro.KEN KEN）。 |                                |           |            |       |
| #                                                                        | タイトル                       | 作詞      | 作曲       | 時間  |
| 1.                                                                       | 「あの娘のダンスにくびったけ」 | Bro.Tom   | Bro.KORN   | 5:11  |
| 2.                                                                       | 「THE 蹴んなよ」               | Bro.Tom   | Bro.KORN   | 5:46  |
| 3.                                                                       | 「RETURN TO ME」               | Bro.KORN  | Bro.KORN   | 5:07  |
| 4.                                                                       | 「渚 その後で」                | Bro.Tom   | Bro.Tom    | 4:26  |
| 5.                                                                       | 「WON'T BE LONG」              | Bro.KORN  | Bro.KORN   | 6:52  |
| 6.                                                                       | 「うちひしがれても」           | Bro.Tom   | Bro.Tom    | 4:57  |
| 7.                                                                       | 「天国へのパスポート」         | Bro.Tom   | Bro.KORN   | 4:20  |
| 8.                                                                       | 「青き獣たち」                 | Bro.Tom   | Dreddy D   | 5:06  |
| 9.                                                                       | 「恋にふるえて」               | Bro.Tom   | Bro.KORN   | 5:42  |
| 10.                                                                      | 「GIVE YOU MY LOVE」           | Bro.KORN  | 久保田利伸 | 6:31  |
| 合計時間:                                                                | 合計時間:                      | 合計時間: | 合計時間:  | 53:58 |

## 演奏者
THE BUBBLE GUM BROTHERS
- Bro.KORN:Vocal
- Bro.TOM:Vocal
- Bro.YETI:Saxphone,Band Master
- Bro.KAZ:Guitar,Leader
- Bro.ROHA:Trumpet
- Bro.SHAKE IT!!:Bass
- Bro.RICE:Drums
- Bro.KEN KEN:Percussion,Keyboads
- Bro.SHELL:Keyboads

GUEST MUSICIANS
- Special Sampling Voice:TOSHINOBU KUBOTA(10)
- Chorus
  - JIVE(2,3,7,9)
  - KIHIRO&MINNIE(5)
  - MICKEY&REDDY YOKO(8)
  - AMAZONS,GWINKO,AKIO TOGASHI(10)